# Ermenegildo Agazzi
Ermenegildo Agazzi (Mapello, 24 luglio 1866 – Bergamo, 25 ottobre 1945) è stato un pittore italiano.

## Biografia
Fratello minore di Rinaldo, che lo avvicina alla pittura e amico di Giovanni Cavalleri, con il quale frequenta a partire dal 1885 l'Accademia Carrara come allievo di Cesare Tallone, viene avviato da Rinaldo allo studio del Verismo della scuola napoletana.
La sua prima esposizione avviene nel 1886 a Bergamo. Le sue opere vengono esposte alla Biennale di Venezia per diverse edizioni dal 1899 fino al 1912, anno in cui espone Arrotino e La calza, nel 1894 alla Triennale di Milano (Pastorello), nel 1900 partecipa all'Esposizione di Parigi e nel 1910 a quella di Bruxelles. Nel 1935 torna ad esporre alla Esposizione di Parigi.
Nel 1931 si trasferisce per un breve periodo a Saint Brevin in Francia, dedicandosi alle rappresentazioni paesaggistiche della Bretagna.
Nel 1938 ottiene a Milano, dove si era trasferito sin dal 1894 avvicinandosi ai colleghi della corrente divisionista, il premio Baragiola, e sempre nel 1938 il Premio del Ministero dell'Educazione Nazionale. 
Nel 1942 ritorna a Bergamo, dopo che la sua abitazione e lo studio milanesi con gran parte delle sue tele vengono distrutti da un bombardamento e dove muore tragicamente nel 1945, vittima di una rapina.

## Opere
Partendo dagli esordi influenzati dai canoni del verismo di scuola napoletana propri del fratello Rinaldo (La lanterna), tanto da essere definito dalla critica come artista "appartenente al tardo-verismo lombardo", in seguito si distingue per un utilizzo sapiente e brillante del colore sia nel ritratto che nei paesaggi, che lo avvicina ai contemporanei divisionisti, frequentati agli esordi del suo periodo milanese, dai quali Agazzi si evolve con uno stile proprio e riconoscibile, che tramite il colore vuole ottenere il massimo risultato estetico e il raggiungimento della propria finalità sociale di nobilitare gli aspetti più mediocri della vita.
La sua maturità artistica si esprime con opere apprezzate dalla critica e dal pubblico: nel 1900 consegue la Medaglia d’oro all’Esposizione di Parigi con Testa d'uomo, nel 1910 la Medaglia d'oro all'Esposizione Internazionale di Bruxelles, nel 1928 il premio Sallustio Fornara alla Mostra Sociale primaverile della Permanente di Milano con Valli bergamasche, nel 1935 la Medaglia d’argento al Premio Internazionale di Parigi per Natura morta con pesci, nel 1938 la Medaglia d'oro dal Ministero dell'Educazione Nazionale per Ritratto dell'architetto Gattermayer), con un tratto fortemente distintivo sia per il cromatismo che per la componente emotiva applicata alle opere, definite "focose" dallo storico Bortolo Belotti e "inquiete ed estrose" da Carlo Pirovano.
- 1886 – Ritratto della zia
- 1888 - Il fortino di San Domenico a Bergamo, Collezione Banca Popolare di Bergamo
- 1892 - Ritratto di Antonietta Noris Locatelli, Accademia Carrara di Bergamo
- 1894 - Ritratto di Giuseppina Bertoletti Agazzi, Accademia Carrara di Bergamo
- 1895 - Il Martirio di San Pietro e San Pietro che guarisce gli storpi, Chiesa di San Giovanni Battista a Bagnatica
- 1900 - Testa d'uomo, Musei del Castello Sforzesco di Milano
- 1900 - Ritratto di Vincenzo Cartis, Raccolte d'Arte dell'Ospedale Maggiore di Milano
- 1906 - Ritratto di Adriano Giovanni Locatelli, GAMeC di Bergamo
- 1908 - Ritratto della signora Agazzi, Accademia Carrara di Bergamo
- 1908 - Veduta del Pizzo della Presolana, GAMeC di Bergamo
- 1910 - L'Italia, collezione privata
- 1916 - Taglialegna, collezione privata
- 1917 - Testa di ragazza, collezione privata
- 1920 - Il frate, Museo d'Arte Moderna e Contemporanea di Varese
- 1920 - La famiglia del pescatore, collezione privata
- 1920 - Paesaggio, Raccolte d'Arte dell'Ospedale Maggiore di Milano
- 1923 - Pastorella, Musei Civici di Como, Palazzo Volpi
- 1925 - Ritratto del notaio Giovan Battista Venanzi, GAMeC di Bergamo
- 1926 - Venezia, collezione privata
- 1927 - Paesaggio a Valcava, collezione privata
- 1927 - A Chioggia dopo il temporale, Galleria Paolo e Adele Giannoni di Novara
- 1928 - Valli bergamasche, Galleria d’arte moderna di Milano
- 1929 - Casa di montagna, collezione privata
- 1937 - Natura morta con pesci, Accademia Carrara di Bergamo
- 1937 - Ritratto dell'architetto Gattermayer, Accademia Carrara di Bergamo
- 1940 - Ragazza con cagnolino, collezione privata